# スランゲイソー
スランゲイソー（Llangeitho）は、連合王国西ウェールズの村である。
この地は特に18世紀のダニエル・ローランドとウェールズ・メソジスト・リバイバルと結び付けられている。ここでは世紀を通して信仰的なリバイバルが起こったが、もっとも力強いのは1762年のものであった。ウィリアム・ウィリアムズは、1762年のリバイバルの歓喜、喜びの踊りとジャンプを擁護して本を書いた。ウェールズのメソジストはジャンパーと呼ばれた。
長い間ここはウェールズ語の拠点とみなされた。しかし、1970年代にウェールズ外部から人口の流入があった。そのため、1971年に83%を数えたウェールズ語を話す人のパーセントは、10年後には55%にまで減少した。2001年度は57%だった。